# Yeltes
El Yeltes es un río de la provincia de Salamanca, comunidad autónoma de Castilla y León, España.

## Recorrido
Pertenece a la cuenca hidrográfica del Duero. Nace en la Fuente del Espino, junto al pico del Codorro, en el municipio de Cilleros de la Bastida. Pasa por los términos municipales de Cereceda de la Sierra, El Cabaco, Puebla de Yeltes, Aldehuela de Yeltes, Alba de Yeltes, Castraz, Martín de Yeltes, Sancti-Spíritus, Retortillo, Villavieja de Yeltes, Villares de Yeltes y se une al río Huebra en las inmediaciones de Yecla de Yeltes, desde donde continúan juntos hasta desembocar en el Duero.
A su paso por límite entre los términos municipales de Cereceda de la Sierra y El Cabaco, se une con el arroyo de la Barranca, o río Gabín, que nace en el paraje de La Barranca, junto a la Peña de Francia. El río aparece descrito en el decimosexto volumen del Diccionario geográfico-estadístico-histórico de España y sus posesiones de Ultramar de Pascual Madoz de la siguiente manera:

YELTES: r. que nace en la prov. de Salamanca, part. jud. de Sequeros en el monte llamado de la Limona, al N. de la sierra donde está sit. el monast. de Ntra. Sra. de la Peña de Francia. Corre 2 leg. de E. á O.; pasa inmediato á Cerezeda y el Cabaso; continúa otras 2 leg. al N. hasta cerca de Zarzoso, en donde se le han reunido ya 3 brazos; sigue 3 1/2 leg. de E. á O., pasando por la Puebla de Yeltes á Aldehuela de Yeltes, y llegando á Alba de Yeltes se le une el r. Morasverdes, que nace en la misma sierra en el punto de Nava de Buen-padre. Desde su confluencia empieza á inclinarse mas al N., y á 1 1/2 leg. le tributa sus aguas un arroyo , y después el r. Garcicaballero y el Gavilanes; aquí toma ya la dirección N., llevando su cauce por entre fragosas y quebradas sierras, y pasando por entre Villavieja y Villares de Yeltes, deja á la der. á Pedro-alvaro, y llegando al térm. de Yecla y al puente del mismo nombre, se le reúnen el r. Huebra y la rivera de Olea, y juntos se encaminan hacia el O. por entre Saldeana y Bermellar , siempre por entre sierras, desaguando en el Duero en el punto donde este r. hace limite con el reino de Portugal.
Este r. tiene 3 puentes de piedra labrada de buena construccion, pero que por hallarse abandonados se van deteriorando hasta el punto de quedar inútiles. Sus aguas se aprovechan muy poco en beneficio de las tierras por la imposibilidad de estraerlas, á consecuencia de lo montuoso del terreno por el que lleva su cauce ; en su origen fertiliza algunos terrenos hasta llegar á la Nava de Yeltes, desde cuyo punto no se presenta fácil el riego. Cria algunas truchas y peces muy sabrosos, y sus aguas impulsan diferentes molinos harineros.
(Madoz, 1850, p. 432)

## Topónimo

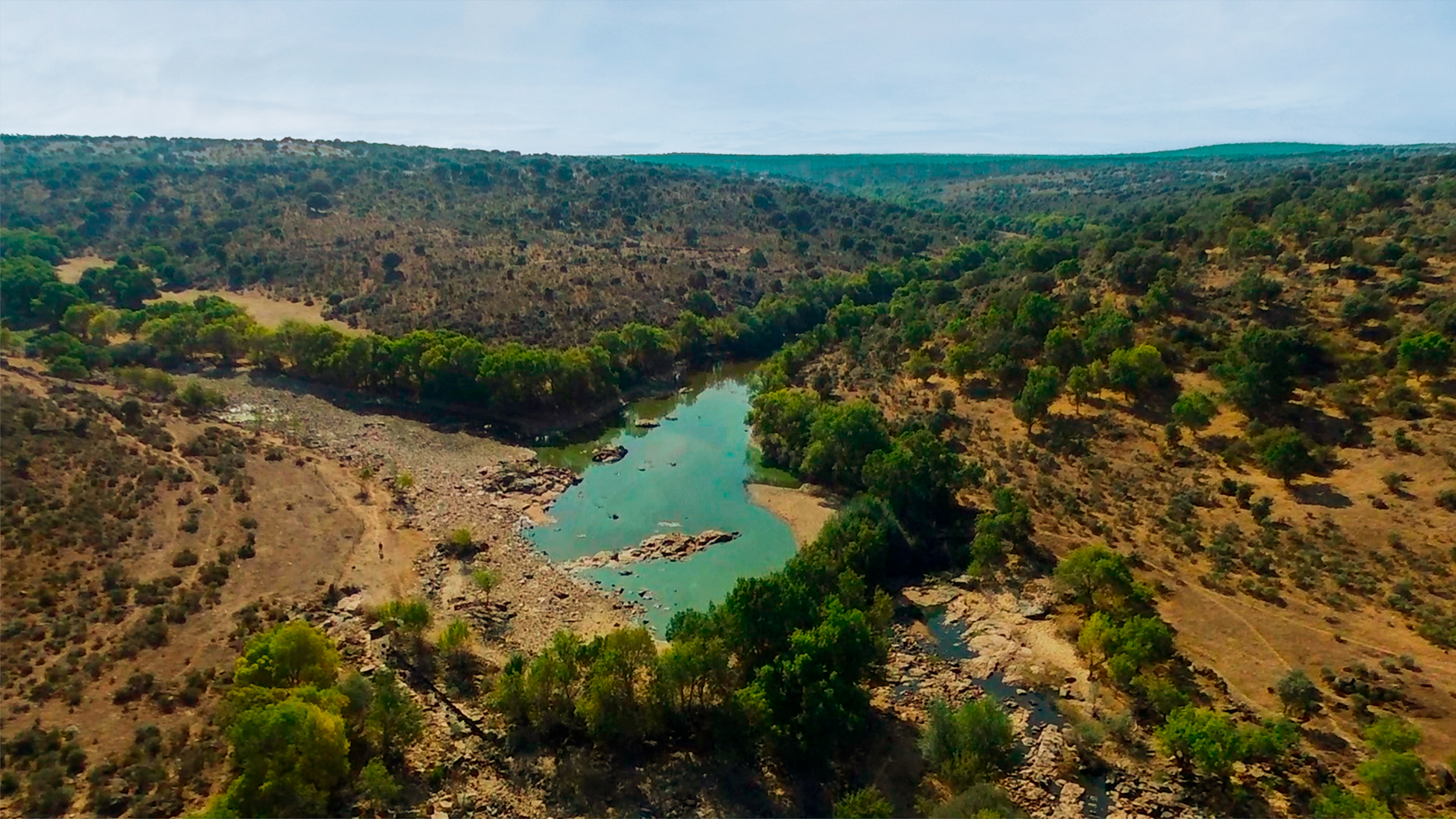
Punto de unión de los ríos Yeltes (derecha) y Huebra (izquierda)

La denominación de este río viene recogida ya en el siglo XII, cuando aparece citado como "Yieltes" en el fuero otorgado a Ledesma por el rey Fernando II de León en el año 1161.